# Base Yelcho
La base Yelcho (anciennement appelée la sous-base Yelcho) est une station scientifique d'été du Chili en Antarctique, située dans la baie sud de l'île Doumer de l'archipel Palmer, près de la côte est de la péninsule Antarctique.
La base a été inaugurée par la marine chilienne en 1962 et a été cédée à l'Instituto Antártico Chileno (en) (INACH) en 1986. Son emplacement au bord d'une baie d'une profondeur maximale de 200 mètres, en plus de l'abondance et de la variété de la faune dans ses eaux, a été consacrée à des études dans divers domaines de la biologie marine.
Elle est restée hors d'usage entre 1998 et la saison estivale australe 2013-2014, date à laquelle des travaux ont été entrepris pour utiliser sa capacité maximale. Elle a été ouverte durant la saison 2014-2015. Après son dernier remodelage, l'abri scientifique passe de 50 m² à l'origine, à une surface construite de 200 m², avec ses propres laboratoires et une augmentation de la capacité originale de 7 places à 15 personnes.
La base est nommée en l'honneur du remorqueur à vapeur Yelcho, commandé par Luis Pardo qui effectua une mission de secours pour l'Expédition Endurance d'Ernest Shackleton bloquée sur l'île de l'Éléphant (Voyage du James Caird).